# لي هسوه لين
لي هسوه لين (بالصينية: 李學林) مواليد 31 يناير 1984 في تايوان، هو لاعب كرة سلة تايواني. بدأ مسيرته الاحترافية في سنة 2001. يلعب مع شانغهاي شاركس في الرابطة الصينية لكرة السلة كلاعب هجوم خلفي. يحمل الرقم 2. يبلغ طوله 5 قدم 9 1⁄4 بوصة (1.8 م).